# Txistorra

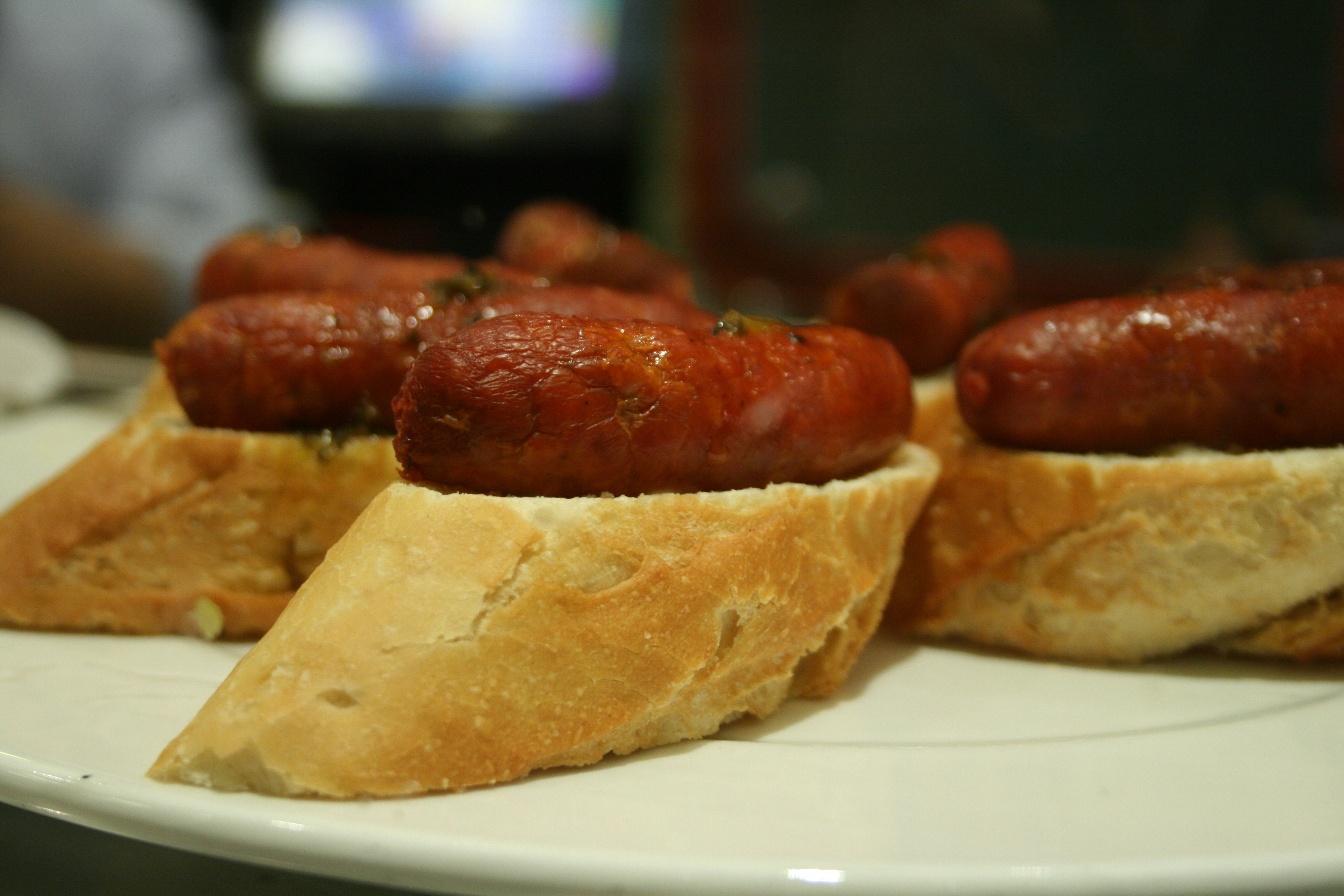
Pintxo de txistorra.

La txistorra (prononcer : tchistora ; chistorra en castillan), est une charcuterie basque crue de couleur rouge, originaire de la Navarre,. Elle est faite à base de viande hachée de porc ou d'un mélange de viandes hachées de porc et de bœuf, de poitrine de porc ou de saindoux de porc, et assaisonnée avec ail, sel et piment rouge doux en poudre (paprika). C'est l'un des produits phare de la cuisine navarraise, répandu également dans le reste du Pays basque, ainsi que dans une moindre mesure dans d'autres régions limitrophes, comme l'Aragon.
Le mélange est mis dans des boyaux fins de mouton et peut contenir du gras pouvant osciller entre 70 et 80 % selon la catégorie. Elle se mange chaude, frite ou à la braise, dans sa propre graisse ou avec un peu d'huile d'olive. On peut la couper en petits morceaux avant de la frire si on la sert comme tapa ou sur des tranches de pain comme pintxo ou montadito. Elle se mange souvent en sandwich. On peut l'accompagner de cidre ou de txakoli, un vin blanc pétillant de Getaria et des provinces avoisinantes.
Depuis octobre 2024, son élaboration et commercialisation sont protégées par l'indication géographique protégée Chistorra de Navarra − Txistorra de Navarra − Nafarroako Txistorra.
Il ne faut pas confondre la txistorra avec d'autres spécialités de charcuterie au piment rouge, comme le lomo adobado ou lomo embuchado, le morcón, le salpicão, le botillo, le chorizo, la soubressade, etc.

## Caractéristiques
La txistorra se caractérise comme étant une charcuterie qui se traite généralement en très peu de temps (on la stabilise seulement pendant 24 heures entre 2 et 8 °C). La viande est insérée dans un boyau naturel ou de matière plastique. Le produit traité est généralement bien plus mince qu'un chorizo, ne dépassant pas un diamètre de 25 mm et 40 cm de longueur (il existe des cas où il atteint un mètre de longueur).
Il est élaboré probablement dans son origine historique avec les restes les moins appréciés d'un abattage d'un porc qui, en Guipuscoa, pour des raisons climatiques ou économiques, était réalisé un peu avant l'arrivée de l'hiver. Dans quelques localités (Lodosa), il est appelé birika, (birika signifie « poumon » en euskara), puisque l'ingrédient principal était les poumons du porc. Dans quelques localités de la province de León, on prépare la txistorra de León, élaborée avec plus de viande de bœuf. De nos jours, elle est vendue généralement fraîche, mais on la trouve de plus en plus emballée sous vide dans les supermarchés espagnols.

## Élaboration

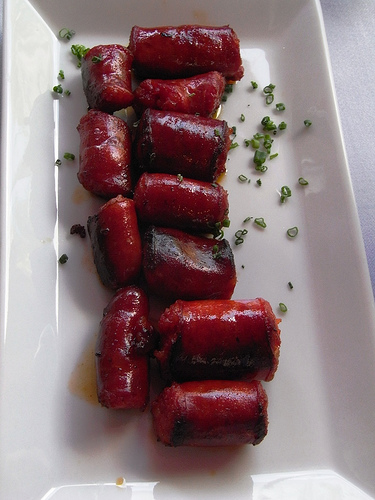
Txistorra.

On hache d'abord les viandes, on ajoute les épices et on mélange en massant. Puis on laisse reposer pendant un jour au réfrigérateur. On met ensuite la préparation dans les tripes, on la laisse s'aérer pendant une heure à température ambiante et elle est séchée dans une pièce avec température et humidité contrôlées (environ 12 °C et 76 %) pendant deux ou trois jours. Elle doit se consommer très fraîche, et jamais crue.

## Préparation
La txistorra se mange généralement grillée ou frite, et accompagne généralement d'autres plats, dont le plus populaire est l'œuf au plat et pommes de terre frites. Elle est généralement frite entière, mais servie en petits morceaux comme tapa (tapa de txistorra), généralement accompagnée de bière ou de vin (par exemple un txakoli). Parfois, c'est un des éléments très typiques des sandwichs espagnols.
Une autre variante qui apparaît dans quelques pâtisseries (comme produit salé) est un croissant avec un morceau de txistorra comme garniture (croissant preñado). Avec des œufs, on peut réaliser une omelette (ou tortilla) avec chistorra. Dans ce cas, il s'agit d'une tortilla francesa (« omelette française »).

## Coutume
Le 21 décembre, en Pays basque, est le jour de la Saint Thomas. Pendant toute cette journée, notamment à Saint-Sébastien, on peut voir des stands de produits artisanaux proposant, entre autres, le repas typique du jour : du talo, de la txistorra, et du cidre comme accompagnement habituel.